# Panchlora alcarazzas
Panchlora alcarazzas es una especie de cucaracha del género Panchlora, familia Blaberidae. Fue descrita científicamente por Serville en 1838.

## Distribución
Habita en Brasil.